# Ель-Джудейда

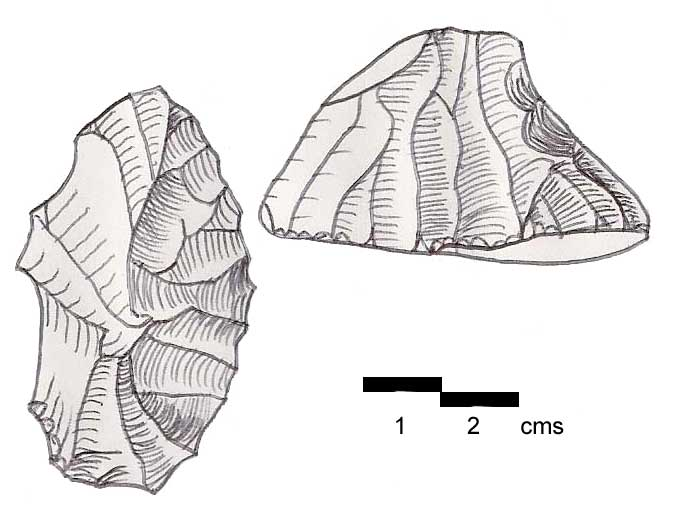
Одне зі знарадь, виявлене в городищі Джудайда II.

Ель-Джуде́йда (араб. جديدة) — місто в Лівані, на території провінції Гірський Ліван. Східне передмістя Бейрута. Адміністративний центр району Матн.

## Географія
Місто розташоване в західній приморській частині Лівану, на відстані приблизно 3 кілометри на схід від столиці країни Бейрута. Абсолютна висота — 44 метри над рівнем моря.

## Археологія
У районі міста розташована низка археологічних пам'яток, які були вперше описані ченцями-єзуїтами. Археологічний комплекс в літературі називають Джудайда.

Джудайда I. Стоянка розташована на відстані 750 метрів на північний схід від міста, на лівому березі річки Нахр-Маут. У ході розкопок були виявлені артефакти, пов'язані з ашельскою культурою. Також було знайдено предмети, що належать до періоду середнього палеоліту, верхнього палеоліту та неолітичної традиції гігантоліту. Всі знахідки зберігаються в Музеї доісторичного Лівану.

Джудайда II. Стоянка розташована на відстані 500 метрів на північний схід від міста. Тут були виявлені знаряддя праці, пов'язані з періодом верхнього палеоліту.

Джудайда III. Пам'ятка розташована на порослому лісом пагорбі на північний північний захід від населеного пункту Аамаріє. У ході розкопок було виявлено предмети, пов'язані з Караунською культурою.